# Піта сабаганська
Піта сабаганська (Erythropitta ussheri) — вид горобцеподібних птахів родини пітових (Pittidae). Раніше вважався підвидом піти гранатової (Erythropitta granatina).

## Назва
Видова назва ussheri дана на честь ірландського орнітолога Річарда Джона Ашера (1841—1913).

## Поширення
Ендемік Калімантану. Поширений лише у малазійському штаті Сабах на півночі острова. Мешкає у тропічних низовинних вологих лісах від рівня моря до висоти 300 н. р. м.

## Опис
Дрібний птах, завдовжки до 15 см, вагою 50-64 г. Тіло масивне. Крила та хвіст короткі. Голова округла. Дзьоб довгий та міцний. Самець має блакитно-чорну голову і шию з тонкою синьо-білою смужкою, яка починається з задньої частини ока, досягаючи боків шиї: груди, крила, спина і хвіст блакитні, тоді як живіт і підхвістя червоні. Самиця має переважно коричневий колір, з синьо-блакитними криючими та хвостом і червонуватим животом. В обох статей дзьоб чорнуватий з характерним червоно-помаранчевим кінчиком, ноги тілесного кольору, а очі коричневі у самця і сині у самиці.

## Спосіб життя
Трапляється поодинці. Активний вдень. Птах проводить більшу частину дня, рухаючись у гущі підліску в пошуках поживи. Живиться дощовими хробаками та равликами, рідше комахами та іншими дрібними безхребетними. Шлюбний сезон збігається із посушливим періодом, який триває з лютого до кінця липня. Гніздо має вигляд кулястої маси гілочок, переплетених рослинним матеріалом, із центральною камерою, наповненою листям. Будується обома партнерами на землі або серед чагарників. Самиця відкладає два білуваті яйця з чорними і темно-червоними смугами. Насиджують обидва партнери протягом двох з половиною тижнів.